# كونراد إيبرهارد
كونراد إيبرهارد (بالألمانية: Konrad Eberhard)‏ هو رسام ألماني، ولد في 25 نوفمبر 1768 في Bad Hindelang ‏ في ألمانيا، وتوفي في 12 مارس 1859 في ميونخ في ألمانيا.